# Regiunile Egiptului

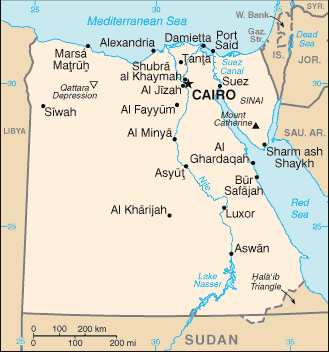
Harta Egiptului

Egiptul este împărțit în 27 de regiuni:
| - Assuan sau Aswan - Asyut - Al Bahr al Ahmar - Bani Suwayf - al-Buhayrah - Bur Sa'id - ad-Daqahliyah - Dumyat - al-Fayyum | - al-Gharbiyah - al-Iskandariyah (Alexandria) - al-Isma'iliyah - Janub Sina' - al-Jizah - Kafr ash Shaykh - Luxor - Matruh - al-Minufiyah - al-Minya | - al-Qahirah - al-Qalyubiyah - Qina - Shamal Sina' - ash-Sharqiyah - Suhaj - as-Suways - al-Wadi al-Jadid |